# Селам (аустралопитекус)
Селам (ДИК 1/1), фосилни остаци Аустралопитекуса афаренсиса (лобања и фрагменти скелета), за које се претпоставља да су припадали трогодишњем детету женског рода. Датује се у период од пре 3,3 милиона година.

## Откриће
Фосил девојчице је откривен у области Дикика у Етиопији, 2000. године. Пошто је старији од остатака Луси, Селам је добила надимак „Лусина беба“ (енгл. Lucy's baby).
Селам је откривена неколико километара јужно од локалитета Хадар, где је пронађена Луси. Открио ју је етиопски палеонтолог Зересенај Алемсегед.
Селам на арапском значи „мир“.

## Слике
- www.nature.com